# Alessandro Serenelli
Alessandro Serenelli (Paterno d'Ancona, 2 juin 1882 - Macerata, 16 mai 1970) est l'homme qui, le 5 juillet 1902, a mortellement blessé la jeune Maria Goretti, âgée de onze ans, qui se refusait à lui. Maria Goretti sera canonisée par l'Église catholique en 1950.

## Enfance
Alessandro Serenelli naquit dans une humble famille paysanne de huit enfants. Il perdit très jeune sa mère. Après quelques années, son père, qui s'était installé à Paliano, dans le Latium, fit la connaissance de la famille Goretti avec laquelle elle établit de bonnes relations de voisinage.

## La jeune Marie
Alors qu'il fréquentait la famille Goretti, dans les années 1900-1902, Alessandro, âgé de 18-20 ans, s'éprit de la fille aînée de la famille, Maria née en 1890 et donc âgée de 10-12 ans, mais celle-ci se refusait à lui et évitait de se retrouver seule avec lui.
Dans une déposition qu'il fit, on peut retrouver cette phrase où il explique ce qui se passa en lui : 
« Après la deuxième tentative, il se forma dans mon esprit plus fortement que jamais l'intention de réussir à soulager ma passion et je conçus aussi l'idée de la tuer si elle continuait à s'opposer à mes désirs. »

## Le meurtre
Le 5 juillet 1902, Alexandre entraîna chez lui Marie, occupée à raccommoder des vêtements, et la poursuivit une dernière fois de ses assiduités. Face à la résistance désespérée de la jeune fille, il la frappa plusieurs fois avec une alêne, provoquant des blessures graves. Après l'agression, Serenelli abandonna Marie agonisante et s’enferma dans sa chambre, dont il sortit spontanément à l'arrivée de quelques voisins à qui il remit l'arme du crime, une alêne de bois. La jeune fille mourut par septicémie à l'hôpital de Nettuno dans l'après-midi du lendemain après avoir pardonné à son agresseur.
Quelques heures plus tard, après avoir échappé à des tentatives de lynchage de la part des habitants de l’endroit, il fut arrêté par les carabiniers. Après avoir reconnu qu’il avait perdu le contrôle de lui-même, il avoua presque immédiatement qu’il avait assailli et tué Marie à la suite de sa résistance désespérée au cours de la énième tentative de viol. Il assura qu’il préférait la prison aux conditions de vie inhumaines des champs. Dans une maladroite tentative de défense, le jeune homme affirma en outre que ses parents étaient tous les deux alcooliques et que la mère et quelques-uns de ses frères étaient hospitalisés dans un asile. On a émis l'hypothèse que Serenelli était en réalité impuissant. Le fait qu'il avait préparé l'arme et attiré la victime chez lui sous prétexte de se faire raccommoder des vêtements montra, de toute façon, que le crime avait été prémédité.
L’expertise psychiatrique effectuée pendant le procès le trouva capable de consentement et de volonté, mais elle reconnut que les conditions de vie absolument misérables du jeune homme et les cas répétés de folie et d'alcoolisme dans sa famille atténuaient dans une certaine mesure sa responsabilité.

## Condamnation et rédemption
À l'issue du procès, le jeune homme fut condamné à 30 ans de prison. Il évita la perpétuité parce que selon la législation de l'époque, il n'était alors pas encore majeur. Après trois ans de prison, de nombreuses souffrances et des troubles mentaux qui l'avaient rendu violent, il eut une nuit un rêve qui changea sa vie dans la prison, selon son propre témoignage :
« Je me voyais dans un jardin plein de lys blancs. Je vis apparaître Marietta, belle et vêtue de blanc, qui commença à cueillir des lys et à les déposer dans mes bras, souriant comme un ange, jusqu'à ce que mes bras fussent chargés. Bientôt, cependant, je me rendis compte que les lys que je tenais se transformaient en torches. Marietta me sourit de nouveau et disparut. Je me réveillais en sursaut, et je me dis : maintenant je suis sauvé parce que j'ai la certitude que Marietta est venue me voir et m'a accordé son pardon. À partir de ce jour, je ne me sentis plus l'horreur d'auparavant dans ma vie. »
Peu de temps après, Mgr Blandini, l’évêque du diocèse, vint voir Alessandro en prison pour l'informer que Marie, avant de mourir, lui avait pardonné son crime : «  Avant de mourir, Marie a dit ces mots : " Pour l’amour de Jésus, je lui pardonne et je veux qu’il soit avec moi au paradis " ». Cette révélation, qui confirmait son rêve, provoqua chez le prisonnier un immédiat et profond repentir. En pleurs et à genoux, Alessandro confessa son crime avec sincérité et reçu l’absolution : «  Et moi, je vous absous de vos péchés, au nom du Père, et du Fils, et du Saint-Esprit ». Après cette visite, l’attitude d’Alessandro changea du tout au tout. Non seulement il devint un prisonnier modèle, mais il se mit à prier et à lire la Bible. 
Il sortit de prison en 1929, après un enfermement de 27 ans. Un an de remise lui avait en effet été accordé du fait de la grâce qu'avaient reçue tous les détenus après la victoire italienne dans la Première Guerre mondiale, et on lui fit grâce de deux années supplémentaires pour bonne conduite. Huit ans après avoir retrouvé la liberté, il décida d'entrer dans l'ordre des Frères mineurs capucins et fut accueilli au monastère d'Ascoli Piceno, dans la commune de Macerata. On lui confia entre autres la charge des travaux de jardinage. Alessandro n'était pas exactement un moine, mais il vécut parmi eux jusqu'à la fin de sa vie. Le choix de passer le reste de sa vie dans un couvent lui fut dicté non seulement par les difficultés qu'il avait rencontrées pour retourner à un monde qui le jugeait sans miséricorde pour ce qu'il avait fait, mais aussi par le désir d'achever de se racheter par la repentance.
Le jour de Noël 1934, Alessandro demanda aussi publiquement pardon à Assunta Goretti, la mère de Marietta, en se mettant à genoux devant elle : « Pardonnez-moi Assunta ». Et elle répondit : « Si elle (Marietta) t'a pardonné, si Dieu t'a pardonné, alors je te pardonne moi aussi ».

## Une vie retirée
Par la suite, il se retira au couvent de Macerata, où il passa le reste de sa vie au service des moines. Il y mourut le 6 mai 1970, à l'âge de 88 ans, en laissant un testament très édifiant :
« Je suis âgé de presque 80 ans, et ma journée va bientôt se terminer. Si je jette un regard sur mon passé, je reconnais que dans ma première jeunesse j'ai pris un mauvais chemin : celui du mal qui m'a conduit à la ruine ; j'ai été influencé par la presse, les spectacles et les mauvais exemples que la plupart des jeunes suivent sans réfléchir, mais je ne m'en souciais pas. J'avais auprès de moi des personnes croyantes et pratiquantes, mais je ne faisais pas attention à elles, aveuglé par une force brutale qui me poussait sur une route mauvaise. À vingt ans j'ai commis un crime passionnel, dont le seul souvenir me fait encore frémir aujourd'hui.
Marie Goretti, qui est aujourd'hui une sainte, a été le bon ange que la Providence avait mis devant mes pas. Dans mon cœur j'ai encore l'impression de ses paroles de reproche et de pardon. Elle a prié pour moi, intercédé pour moi, son assassin.
Trente ans de prison ont suivi. Si je n'avais pas été mineur, j'aurais été condamné à vie. J'ai accepté la sentence méritée ; j'ai expié ma faute avec résignation. Marie a été vraiment ma lumière, ma protectrice ; avec son aide j'ai acquis un bon comportement et j'ai cherché à vivre de façon honnête lorsque la société m'a accepté à nouveau parmi ses membres. Avec une charité séraphique, les fils de saint François, les Frères mineurs capucins des Marches, m'ont accueilli parmi eux non comme un serviteur, mais comme un frère. C'est avec eux que je vis depuis 1936.
Et maintenant j'attends avec sérénité le moment où je serai admis à la vision de Dieu, où j'embrasserai de nouveau ceux qui me sont chers, où je serai près de mon ange gardien et de sa chère maman, Assunta.
Puissent ceux qui liront ma lettre en tirer l'heureuse leçon de fuir dès l'enfance le mal et de suivre le bien. Qu'ils pensent que la religion avec ses préceptes n'est pas une chose dont on puisse se passer, mais qu'elle est le vrai réconfort, la seule voie sûre dans toutes les circonstances, même les plus douloureuses de la vie.
Paix et bien !  »
(Alessandro Serenelli, testament autographe, 5 mai 1961).

## Source
- (it) Cet article est partiellement ou en totalité issu de l’article de Wikipédia en italien intitulé « Alessandro Serenelli » (voir la liste des auteurs).